# Молитвенный флаг

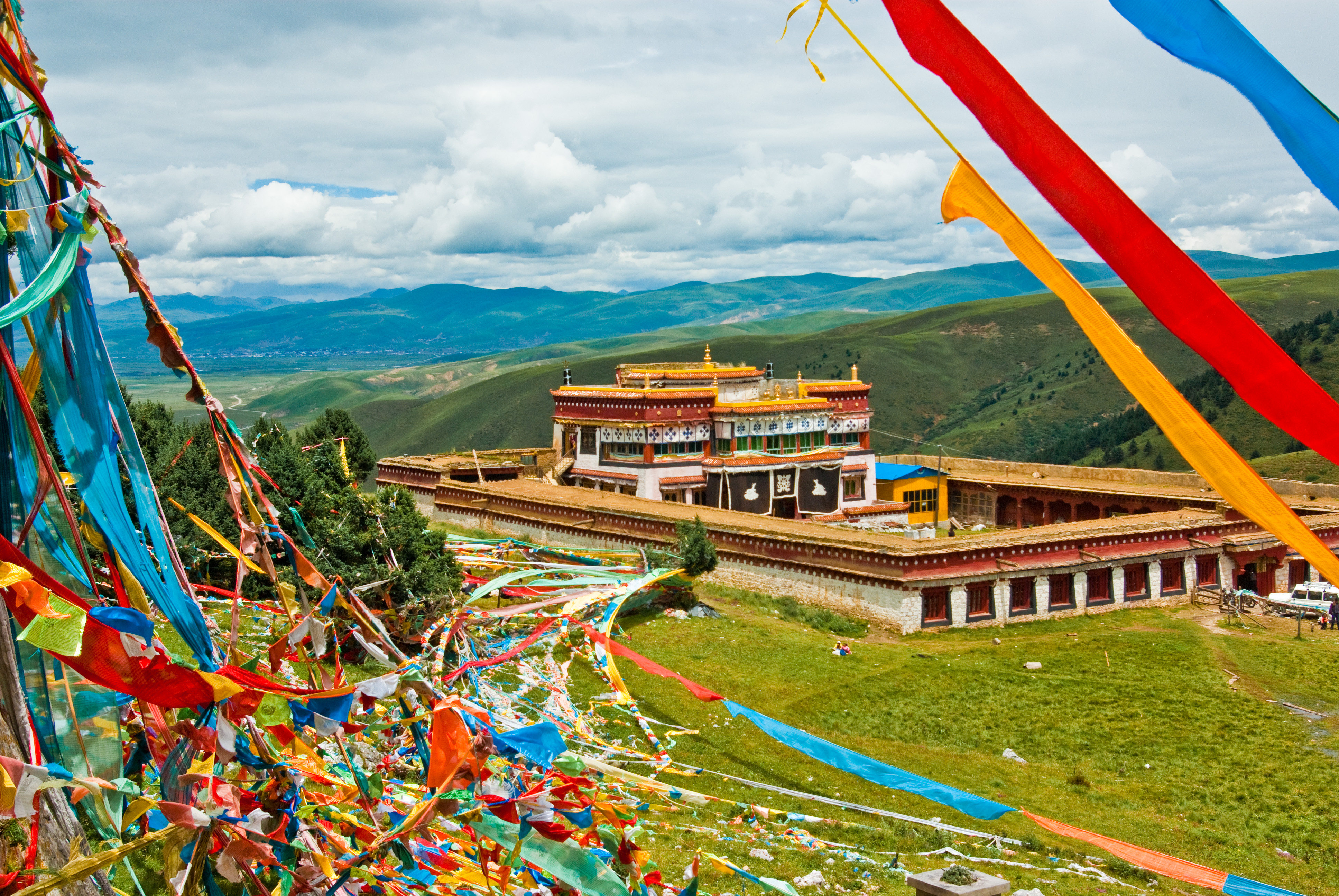
Буддийский монастырь в Литанге, окружённый молитвенными флажками

Молитвенные флаги (Dar Cho) — нити с прямоугольными цветными кусками ткани, зачастую протянутые между горными пиками, иногда — с напечатанными (с деревянных досок) текстами и изображениями, предназначенные для защиты от зла и благословения местности.
Традиция происходит из ритуалов исцеления религии бон. Каждый цвет флага символизирует одну из стихий — землю (жёлтый), воду (зелёный), огонь (красный), воздух/ветер (белый) и небо/космос (синий). Согласно восточной медицине, здоровье возможно при гармоничном сочетании пяти стихий, и расположение цветных флажков над телом больного позволяет наладить гармонию физического и душевного здоровья.
Легенда приписывает изобретение этой традиции Будде, написавшему свои молитвы на флагах, под которыми сражались девы против асуров.
Существует два типа молитвенных флагов: горизонтальные lung ta («конь ветра») в Тибете, и вертикальные Darchor (dar, «принесение жизни, удачи, здоровья и богатства»+cho, «всем мыслящим»).